# Гейслер, Николай Карлович
Николай Карлович Гейслер (1850/1851—1902) — российский предприниматель и изобретатель, основатель одного из трёх электромеханических заводов в Российской империи.

## Биография
Родился в Санкт-Петербурге 20 декабря 1850 (1 января 1851) года. Его отец, обрусевший немец, имел небольшую мастерскую. Своего сына он обучал слесарному делу и младший Гейслер в свободное время помогал отцу в мастерской.
После окончания гимназии начал работать младшим механиком в Петербургской телеграфной конторе, затем перешёл на завод немецкой фирмы «Сименс и Гальске», которая строила телеграфные линии, занималась изготовлением телеграфной и различной электротехнической аппаратуры. Здесь он предложил для намотки электромагнитов к телеграфному аппарату «Морзе» фирмы «Сименс и Гальске» станок со счётчиком, который увеличивал скорость намотки, повышал точность и качество намотанных электромагнитов. Он также предложил новую конструкцию электрического звонка, тембр и частоту звука которого можно было изменять по желанию заказчика. 
В 1874 года он основал собственное дело: в своей личной квартире (Почтамтская улица, 1) он открыл мастерскую по ремонту телеграфных аппаратов, в которой первоначально было двое рабочих. В мастерской ремонтировались телеграфные аппараты, ключи Морзе, а также телефонные аппараты Белла-Блэка и электрические звонки. В 1877 году работало уже пять человек, в 1880 — пятнадцать. Мастером в ней был двоюродный брат Гейслера — Людвиг Христианович Иозеф. В 1884 году Иозеф изобрёл телефонный коммутатор для самостоятельного вызова по одному проводу добавочного абонента и мастерская Гейслера получила большой заказ от городских властей; к 1890 году мастерская занимала уже три квартиры. В 1893 году Иозефом был сконструирован сигнализационный прибор передачи расстояния (дальномер) для установки на военно-морских судах, что заинтересовало Морское ведомство. Для организации производства Гейслер приступил к строительству завода, который был открыт в 1896 году в районе Грязной улицы. В уставном капитале Электромеханического завода «Н. К. Гейслер и К°» размером 500 000 рублей, треть принадлежала американской фирме «Вестерн Электрик Ко», две трети — Гейслеру. К концу 1896 года на заводе работало пять мастеров, шесть служащих и около ста рабочих. Это был третий на территории России электромеханический завод и первый — по производству электротехники.
В 1889 году женился на Лидии Андреевне Годер. Они мели шестерых детей — двоих сыновей и четырех дочерей, в их числе: Георгий (21.04.1898—?) и Варвара (04.12.1899—?).
К 1900 году в военном судостроении отказались от неэффективной системы залповой стрельбы для броненосцев и крейсеров и на вооружение были приняты новые синхронные (электрические) приборы управления артиллерийским огнем (ПУАО), выпуск которых наладил завод Гейслера. они были установлены, в частности, на крейсере «Варяг», броненосном крейсере «Рюрик», эскадренных броненосцах «Георгий Победоносец» и «Петропавловск», линейных кораблях «Павел I» и «Иоанн Златоуст», крейсерах «Алмаз» и «Аврора». 
Умер 17 (30) октября 1902 года и был похоронен на Волковском лютеранском кладбище. Причиной его неожиданной смерти послужили события, связанные с торгами на постройку новой телефонной станции в Санкт-Петербурге, на которых конкурировали три фирмы: «Siemens & Halske», «L.M.Ericsson & Co.» и «Электромеханический завод Н.К. Гейслер и К°». 